# その気にさせないで (アルバム)
『その気にさせないで』（そのきにさせないで）は、1975年10月1日に発売された、キャンディーズ5枚目のアルバムである。

## 概要
- LP帯コピー：キャンディーズ・オリジナル・アルバム! さらにステップ・アップを目指す意欲作。今またここにキャンディーズの新しい世界が開けていく・・・・・・
- すべてオリジナル曲で構成されている。シングル曲でもある「その気にさせないで」「どれがいいかしら」や藤村美樹が初めて作詞した「二人のラブトレイン」がステージでもよく歌われた。

## 曲目

### オリジナル盤
- 全作曲・編曲：穂口雄右（特記以外）
- その気にさせないで
  - 作詞：千家和也

- 片想いの午後
  - 作詞：竜真知子
- バイ・バイ・センチメンタル
  - 作詞：竜真知子
- 雨と涙とあのひとと
  - 作詞：千家和也、編曲：あかのたちお
- お元気ですか
  - 作詞：千家和也、作曲：加瀬邦彦
- どれがいいかしら
  - 作詞：千家和也
- 二人のラブトレイン
  - 作詞：藤美樹（ジャケット表記ママ）、補作詞：竜真知子、作曲：宮本光雄
- 秋のスケッチ
  - 作詞：竜真知子
- あなたの悲しみ
  - 作詞：千家和也、作曲：加瀬邦彦
- 恋の作戦
  - 作詞：竜真知子
- 帰れない夜
  - 作詞：竜真知子
- 一枚のガラス
  - 作詞：千家和也、編曲：あかのたちお

### キャンディーズ・タイムカプセル盤
1. その気にさせないで
2. 片想いの午後
3. バイ・バイ・センチメンタル
4. 雨と涙とあのひとと
5. お元気ですか
6. どれがいいかしら
7. 二人のラブトレイン
8. 秋のスケッチ
9. あなたの悲しみ
10. 恋の作戦
11. 帰れない夜
12. 一枚のガラス
13. その気にさせないで（オリジナル・カラオケ／メロディー&コーラス入り）（ボーナス・トラック、初CD化）
14. その気にさせないで（オリジナル・カラオケ／コーラス入り）（ボーナス・トラック）